# Kam je izginila Ema Lauš
Kam je izginila Ema Lauš je znanstvenofantastični roman Vida Pečjaka, ki je nastal leta 1980.
Sestavljen je iz osmih zgodb: Kam je izginila Ema Lauš, Odisej se vrača, Psihorobot, Odprte lobanje, Hudičev sad, Jasmina ali Helena, Smog, Sonce.

## Analiza
Zgodbe opisujejo nekatere okoljske probleme že današnjega časa in zelo verjetne okoljske probleme v prihodnosti. Glavni dogajalni prostor vseh zgodb je Zemlja, na katero v nekaterih zgodbah vdirajo in se naseljujejo tudi vesoljska bitja in robot.

## Kam je izginila Ema Lauš
Zgodba govori o dekletu Emi Lauš, ki je bila po mnenju prijatelja Petra čustveno in mentalno stabilna oseba, vendar so se ji pričele dogajati nenavadne reči. Mislila je, da jo v sanjah, ki so bile tako žive, kakor bi bile resnične, preganjajo vesoljska bitja, podobna hobotnicam, kar pa se je kasneje izkazalo za resnično. Nekega dne pa je Ema brez sledi izginila. Zgodba se zaključi s tem, da Peter čez mesece še vedno išče Emo v upanju da je le izgubila spomin in se bo vrnila nazaj k njemu.

## Odisej se vrača
Zgodba govori o vesoljskem plovilu Odisej, na katerem so že mnogo let živeli ljudje, ki so odšli z Zemlje zaradi neugodnih pogojev za življenje. V Odiseju so tavali po vesolju in iskali planet, ki bo kar se da podoben Zemlji. Po mnogih letih pa so jo sklenili ponovno obiskati. S posebnimi aparaturami so ugotovili, da na njej ni življenja- ne živalskega, ne rastlinskega. Ko so pristali, so ugotovili, da na Zemlji živijo roboti, ki mislijo, da so ljudje. Ko so ugotovili, da pogoji niso ugodni za življenje, so se odpravili naprej v vesolje na nadaljnjo iskanje planeta, podobnega Zemlji.

## Psihorobot
Zgodba govori o tehnološkem napredku, ki ni vedno pozitiven. Ljudje so ustvarili robota, ki bo s človekom zavestno povezan - kar si bo človek mislil, bo robot naredil. Na začetku se je izum izkazal za pozitivnega, toda kasneje se je sprevrgel v katastrofo. Človek, ki so ga z robotom povezali, je bil jezen na svojo ženo, zato jo je robot pretepel. Sledilo je še nekaj podobnih dogodkov, ki bi se skoraj končali s smrtjo. Izkazalo se je, da je robot lahko razbral tudi posameznikovo podzavest.

## Odprte lobanje
Zgodba govori o nezemljanih, ki so ljudem odpirali glave in iz njih pobirali možgane ter jih metali v veliko kroglo. Tovrstno dogajanje se je ponavljalo vsakih trideset let. Policisti so preiskovali primer, nato pa so za tarčo postavili umsko bolnega človeka in ko so nezemljani njegove možgane vrgli v kroglo, je leteči krožnik izgubil nadzor, strmoglavil in eksplodiral.

## Hudičev sad
Zgodba govori o skupini znanstvenikov, ki so ustvarili stroj, s katerim je bilo mogoče brati človeške misli. Domenili so se, da dokler stroj ne bo povsem dokončan, o tem ne bodo povedali nikomur, vendar je bil znotraj ekipe izdajalec, ki je poskrbel, da je za stroj vedelo že veliko ljudi. Največji interes zanj pa sta pokazali policija in vojska, ki naj bi stroj uporabljali za izpraševanje zločincev. Kmalu pa se pokaže, da je stroj vse prej kot pozitiven izum. Ljudje, ki so stroj dobili v roke, niso zaupali nikomur več. Vsakega so pred pogovorom porinili v stroj in ga zaslišali. Tako ni več nobeden imel pravice do zasebnih misli.

## Jasmina ali Helena
Zgodba govori o ženski, ki se je z bolečinami prebudila v  bolnišnici. Vsi so jo klicali Jasmina, vendar se ji je to ime zdelo tuje, kot da ne pripada njej. Prav tako se ji je zdelo za družino in ostale stvari, ki jih je videla ob odhodu iz bolnišnice. Po spletu nekaterih nenavadnih dogodkov je izvedela, kdo je v resnici. Bila je Helena, ujeta v Jasmininem telesu - Helena je imela prometno nesrečo in je bila že na robu smrti, Jasmino pa so lahko še rešili s presaditvijo možganov. Zgodba se zdi zelo verjetna, saj v medicini prihaja do velikih napredkov.

## Smog
Opisana je tragična zgodba gospoda Davida Goldsteina, ki si je na izletu v naravo pozabil nadeti masko za zaščito pred smogom in umrl.

## Sonce
Zgodba opisuje pomembnost sonca in sončne svetlobe, ki se je velikokrat ne zavedamo. Govori o družini, v kateri otroka še v življenju nista videla sonca zaradi onesnaženosti. Nekega dne pa je bilo napovedano, da se bo sonce za kratek čas prikazalo. Družine so zato odšle z agencijami na izlet na hrib, kjer se je sonce dobro videlo. Mogoče sta otroka sonce videla zadnjič.